# 크레이그 앤턴
크레이그 앤턴(Craig Anton, 1962년 8월 28일 ~ )은 미국의 배우이자 희극인이다.

## 출연 작품
- 산타 버디즈 (2009)
- 케어리스 (2007)
- 디 워 (2007)
- 필 오브 더 퓨쳐 (2004)
- 딜리버 어스 프롬 에바 (2003)
- 런 로니 런 (2002)
- 바그다드의 소년들 (2002)
- 킹 오브 퀸즈 (1998)